# Raman Jaljotnau
Raman Jaljotnau (belarussisch Раман Ялётнаў; englisch Raman Yaliotnau; * 10. Mai 1993 in Tschawussy) ist ein belarussischer Biathlet.

## Karriere
Raman Jaljotnau bestritt seine ersten internationalen Rennen bei den Biathlon-Juniorenweltmeisterschaften 2012 und 2013. 2012 in Kontiolahti erreichte er mit Rang sieben sein bestes Ergebnis in den Top Ten, ein Jahr später war in Obertilliach Platz 27 in der Verfolgung sein bestes Resultat. Auch bei den Biathlon-Europameisterschaften 2013 in Bansko war ein 14. Rang im Einzel bestes Ergebnis, 2013 erreichte er in Nové Město na Moravě den sechsten Platz im Einzel und gewann den Titel im Sprint. Im Verfolgungsrennen fiel er nach zwölf Schießfehlern auf den 21. Platz zurück.
2012 gab Jaljotnau sein Debüt beim IBU-Cup in Altenberg, wo er 75. des Einzels wurde. 2014 gewann er als 39. bei einem Sprint in Ridnaun erstmals Punkte. Sein bislang bestes Ergebnis schaffte der Belarusse zum Auftakt der Saison 2014/15 als 30. eines Sprints in Beitostølen. Für das Staffelrennen der Europameisterschaften 2014 wurde er in die belarussische Auswahl berufen. An der Seite von Aljaksej Abromtschyk, Maksim Ramanouski und Dsmitryj Abascheu erreichte Jaljotnau den sechsten Platz.

## Statistiken

### Weltcupplatzierungen
Die Tabelle zeigt alle Platzierungen (je nach Austragungsjahr einschließlich Olympische Spiele und Weltmeisterschaften).
- 1.–3. Platz: Anzahl der Podiumsplatzierungen
- Top 10: Anzahl der Platzierungen unter den ersten zehn (einschließlich Podium)
- Punkteränge: Anzahl der Platzierungen innerhalb der Punkteränge (einschließlich Podium und Top 10)
- Starts: Anzahl gelaufener Rennen in der jeweiligen Disziplin
- Staffel: inklusive Mixed- und Single-Mixed-Staffeln

| Platzierung              | Einzel | Sprint | Verfolgung | Massenstart | Staffel | Gesamt |
| ------------------------ | ------ | ------ | ---------- | ----------- | ------- | ------ |
| 1. Platz                 |        |        |            |             |         |        |
| 2. Platz                 |        |        |            |             |         |        |
| 3. Platz                 |        |        |            |             |         |        |
| Top 10                   |        | 1      |            |             | 9       | 10     |
| Punkteränge              | 1      | 21     | 6          | 1           | 24      | 53     |
| Starts                   | 12     | 51     | 25         | 1           | 24      | 113    |
| Stand: 31. Dezember 2021 |        |        |            |             |         |        |

### Olympische Winterspiele
Ergebnisse bei Olympischen Winterspielen:
|                                             | Einzelwettbewerbe | Einzelwettbewerbe | Einzelwettbewerbe | Einzelwettbewerbe | Staffelwettbewerbe | Staffelwettbewerbe |
| Sprint                                      | Verfolgung        | Einzel            | Massenstart       | Herrenstaffel     | Mixedstaffel       |                    |
| ------------------------------------------- | ----------------- | ----------------- | ----------------- | ----------------- | ------------------ | ------------------ |
| Olympische Winterspiele 2018 \| Pyeongchang | 71.               | –                 | 52.               | –                 | 8.                 | –                  |